# Суббота, воскресенье и пятница
«Суббота, воскресенье и пятница» (итал. Sabato, domenica e venerdì) — комедия 1979 года. Состоит из трёх новелл, которые так и называются — «Суббота», «Воскресенье» и «Пятница», снятых тремя различными режиссёрами - Серджо Мартино, Паскуале Феста Кампаниле и Кастеллано и Пиполо соответственно.

## Сюжет
Во всех трёх новеллах главные герои попадают в комические ситуации. В первой итальянская компания, ожидая приезда японского инженера, направляет в качестве его гида своего сотрудника, но затем выясняется, что инженер — женщина. Во второй водитель грузовика по просьбе соседки притворяется её мужем на время, пока родители из Сицилии наносят девушке визит. В третьей театральному режиссёру предстоит сложная задача нарушить брачные планы его танцовщицы, чтобы она осталась в труппе.

## В ролях

### Суббота
- Эдвиж Фенек — Токимото
- Лино Банфи — Никола ла Брокка
- Даниеле Варгас — директор
- Лори дель Санто — Бэби
- Милена Вукотич — Клелия

### Воскресенье
- Барбара Буше — Энца
- Микеле Плачидо — Марио
- Антонио Феррандис — отец Энцы
- Марго Коттенс — мать Энцы
- Мануэле Дзардзо — Камилло
- Серджо Тардиоли — Карло

### Пятница
- Адриано Челентано — Константен
- Лова Мур — Жаклин
- Мануэль Гальярдо — Фред
- Эрнесто Толе — Эмброуз
- Элио Кроветто — Франк
- Сал Боргезе — гангстер
- Франко Диогене — адвокат